# Frankrikes U19-herrlandslag i handboll
Frankrikes U19-herrlandslag i handboll representerar Frankrike i handboll vid U18-EM och U19-VM på herrsidan.